# Станич, Анри
Анри Брэхам Станич  (нидерл. Henri Braham Stanic; род. 18 июля 2002, Жет) — бельгийский футболист, защитник клуба «Стелленбос».

## Карьера

### «Лиепая»
Начинал заниматься футболом в академии клуба «Лидекерке», откуда затем перешёл в «Андерлехт». В 2020 году футболист перешёл в клуб «Ауд-Хеверле Лёвен», где продолжил выступать за молодёжную команду. В марте 2023 года футболист на правах свободного агента стал игроком латвийского клуба «Лиепая». Дебютировал за клуб футболист 18 марта 2023 года в матче против «Валмиеры», выйдя на поле в стартовом составе. Дебютный гол за клуб футболист забил 3 мая 2023 года в матче против клуба «Метта». На протяжении сезона футболист был в клубе одним из ключевых игроков, отличившись 6 забитыми голами во всех турнирах. По итогу сезона футболист вместе с клубом завершили чемпионат на итоговом пятом месте.

### «Йерв»
В феврале 2024 года футболист на правах свободного агента перешёл в норвежский клуб «Йерв», с которым подписал двухлетний контракт. Дебютировал за клуб футболист 6 апреля 2024 года в матче против клуба «Эрн-Хортен», выйдя на замену на 90 минуте. Свой первый полноценный матч за клуб футболист сыграл 10 апреля 2024 года в рамках Кубка Норвегии против клуба «Рандесунд», выйдя на поле в стартовом составе. Первый свой полный матч в чемпионате футболист сыграл 16 мая 2024 года против клуба «Арендал», заработав также прямое удаление. На протяжении первой половины сезона футболист так и не смог закрепиться в основной команде норвежского клуба, также и не отличившись результативными действиями. В июле 2024 года футболист покинул клуб.

### «Бальцан»
В августе 2024 года футболист на правах свободного агента присоединился к мальтийскому клубу «Бальцан», подписав двухлетний контракт. Дебютировал за клуб футболист 1 августа 2024 года в матче против клуба «Биркиркара», выйдя на поле в стартовом составе и отличившись дебютным забитым голом. Футболист сразу же смог закрепиться в основной команде клуба, однако в начале сезона отличался частым получением предупреждений, за первую половину сезона отличившись 3 забитыми голами. По итогу первой половины чемпионата футболист вместе с клубом отправились в раунд на вылет. По итогу сезона футболист вместе с клубом завершил чемпионат на итоговом последнем месте в турнирной таблице, вылетев в мальтийскую Челлендж-лигу. На протяжении сезона бельгийский футболист выступал в роли одного из ключевых игроков клуба, отличившись своими 3 забитыми голами.

### «Стелленбос»
В июле 2025 года перешёл в южноафриканский клуб «Стелленбос», подписав двухлетний контракт.

## Международная карьера
В сентябре 2017 года футболист получил вызов в юношескую сборную Бельгии до 16 лет, за которую дебютировал в товарищеском матче против сборной Венгрии.

## Семья
- Двоюродный брат Марио Струйкенс (род. 2004) — бельгийский футболист.